# キレイ〜神様と待ち合わせした女〜
『キレイ〜神様と待ち合わせした女〜』 は、松尾スズキ作・演出による舞台作品。シアターコクーン・オンレパートリーとして、渋谷Bunkamuraシアターコクーンにて松尾スズキが書き下ろした舞台である。2000年に初演され、2005年に再演を、2014 - 2015年に再々演、2019 - 2020年に4度目の上演を行った。音楽は全ての演目で、出演もしている伊藤ヨタロウ（ミュージシャン、メトロファルスのヴォーカリスト）が担当している。
過去でも未来でもない、民族紛争が百年にわたって続く架空の『日本』が舞台となり、とある暗い地下室に誘拐・監禁されたキグリ軍長官の娘「ケガレ」が「カミ」という存在に呪われながら、地上に出て大豆回収業者のカネコ達と出会い、ケガレがミサと出会うまでを描いた話。

## 主な登場人物・各公演の配役
| 役名             | キャラクター                                                      | 2000年       | 2005年       | 2014-2015年        | 2019-2020年          |
| ---------------- | ----------------------------------------------------------------- | ------------ | ------------ | ------------------ | -------------------- |
| ケガレ           | キグリ軍幕僚庁長官の娘                                            | 奥菜恵       | 鈴木蘭々     | 多部未華子         | 生田絵梨花           |
| ミサ             | 成人したケガレ（2014年公演、2019-2020年公演では名前は『ミソギ』） | 南果歩       | 高岡早紀     | 松雪泰子（ミソギ） | 麻生久美子（ミソギ） |
| ダイズ丸／万一   | 繁殖能力を持つダイズ兵／月五郎一家の手下                          | 古田新太     | 橋本じゅん   | 阿部サダヲ         | 橋本じゅん           |
| カネコ キネコ    | 大豆兵回収業者                                                    | 片桐はいり   | 片桐はいり   | 皆川猿時           | 皆川猿時             |
| カネコ ジョージ  | キネコの夫                                                        | 松尾スズキ   | 松尾スズキ   | 松尾スズキ         | 村杉蝉之介           |
| ジュッテン       | カネコの長男                                                      | 宮藤官九郎   | 大浦龍宇一   | オクイシュージ     | 岩井秀人             |
| ハリコナ（少年） | キネコの次男                                                      | 阿部サダヲ   | 阿部サダヲ   | 小池徹平           | 神木隆之介           |
| ハリコナ（青年） | ミサ（ミソギ）の夫・カネコ国際商会社長                            | 篠井英介     | 岡本健一     | 尾美としのり       | 小池徹平             |
| ダイダイ カスミ  | ダイダイ健康食品の社長令嬢                                        | 秋山菜津子   | 秋山菜津子   | 田畑智子           | 鈴木杏               |
| マキシ           | カスミの婚約者・マキシ兵器工場の息子                              | 村杉蝉之介   | 村杉蝉之介   | 村杉蝉之介         | 近藤公園             |
| マジシャン       | サルタ民族解放軍の手下                                            | 山本密       | 宮藤官九郎   | 田辺誠一           | 阿部サダヲ           |
| マタドール       | サルタ民族解放軍の手下                                            | 猫背椿       | 猫背椿       | 猫背椿             | 猫背椿               |
| カウボーイ       | サルタ民族解放軍の手下                                            | 皆川猿時     | 皆川猿時     | 少路勇介           | 乾直樹               |
| アイダ           | ミサ（ミソギ）とダイズ丸の子                                      | 田村たがめ   | 中尾ちひろ   | エリザベス・マリー | 五島百花             |
| カミ             | マジシャンの頭から生まれた「カミ」                                | 伊藤ヨタロウ | 伊藤ヨタロウ | 伊藤ヨタロウ       | 伊藤ヨタロウ         |

## スタッフ
- 作・演出：松尾スズキ
- 音楽：伊藤ヨタロウ
- 美術：逆柱いみり（2000年）、高野華生瑠（2005年）、池田ともゆき（2014-2015年、2019－2020年）
- 振付：八反田リコ（2000年）、康本雅子（2005年）、振付稼業air:man（2014-2015年、2019－2020年）
- 照明：中山安考（2000年）、大島祐夫（2005年、2014-2015年、2019－2020年）
- 衣裳：田中亜紀/戸田京子（2000年）、戸田京子（2005年、2014-2015年、2019－2020年）
- 音響：山岸和郎（2000年、2005年）、山本浩一（2014-2015年、2019－2020年）
- 舞台監督：青木義博（2000年、2005年）、二瓶剛雄（2014-2015年、2019－2020年）

## 上演歴
- シアターコクーン・オンレパートリー2000「キレイ 神様と待ち合わせした女」　初演（主催：TBS、Bunkamura）
  - 2000年06月13日 - 30日　渋谷Bunkamuraシアターコクーン
- シアターコクーン・オンレパートリー2005「キレイ〜神様と待ち合わせした女〜」　再演（主催：TBS、Bunkamura）
  - 2005年07月06日 - 30日　渋谷Bunkamuraシアターコクーン
  - 2005年08月06日 - 12日　大阪シアターBRAVA!
- Bunkamura25周年記念 シアターコクーン・オンレパートリー2014+大人計画「キレイ〜神様と待ち合わせした女〜」　再々演（主催：Bunkamura、大人計画）
  - 2014年12月05日 - 30日　渋谷Bunkamuraシアターコクーン
  - 2015年01月08日 - 18日　大阪シアターBRAVA!
- Bunkamura30周年記念 シアターコクーン・オンレパートリー2019＋大人計画「キレイ〜神様と待ち合わせした女〜」
  - 2019年12月4日 - 29日 渋谷Bunkamuraシアターコクーン
  - 2020年1月13日 - 19日 福岡博多座
  - 2020年1月25日 - 2月2日 大阪フェスティバルホール

## 関連商品

### パンフレット
- 2000年公演「キレイ 神様と待ち合わせした女」プログラム
- 2005年公演「キレイ〜神様と待ち合わせした女〜」プログラム
- 2014年公演「キレイ〜神様と待ち合わせした女〜」プログラム
- 2019-2020年公演「キレイ～神様と待ち合わせした女～」プログラム

### 書籍
- キレイ 神様と待ち合わせした女（2000年、白水社）
- キレイ 神様と待ち合わせした女〔2005〕（2005、白水社）
- キレイ〜神様と待ち合わせした女〜〔完全版〕（2014年、白水社）

### DVD
- キレイ 神様と待ち合わせした女 2000（2001年、ポニーキャニオン）
- キレイ〜神様と待ち合わせした女〜2005（2006年、ポニーキャニオン）

### CD
- 「キレイ 神様と待ち合わせした女 ミュージカル・オリジナル・サウンドトラック」（2000年、MIDI Creative）